# Usuari
|  | Aquest article tracta sobre els usuaris informàtics. Si cerqueu la pàgina sobre els tipus d'usuaris de la Viquipèdia, vegeu «Viquipèdia:Tipus d'usuaris». |

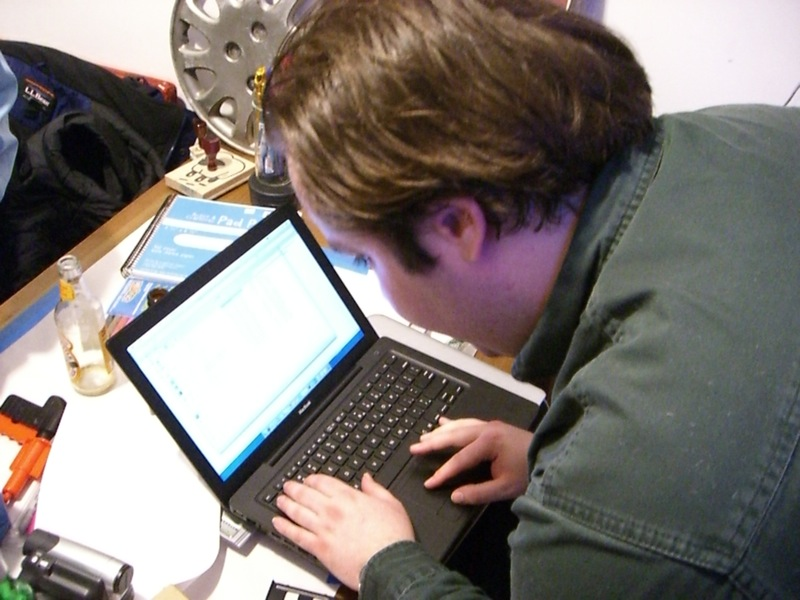
Usuari d'ordinador.

Un usuari és una persona que utilitza o treballa amb algun sistema, producte o servei; públic, privat, empresarial o professional; en qualsevol moment del seu cicle de vida (disseny, fabricació, transport, utilització, residu). En el llenguatge comú, no especialitzat, actualment se sol entendre com a usuari només les persones relacionades amb la fase d'utilització, i s'oblida les altres.
Segons el diccionari de l'Institut d'Estudis Catalans un usuari és aquell «que té dret d'usar d'una cosa d'altri» o «que usa alguna cosa, algun servei, especialment públic». Això és una cosa que s'oposa als conceptes tècnics i particulars de la web semàntica, web 2.0, 3.0 i treball col·laboratiu, ja que la realitat actual prima ls ciutadans com a emissors i no només com a receptors que «usen» els mitjans.
És preferible, per tant, parlar d'actors, subjectes, ciutadans, per referir-se a les persones que interaccionen a les xarxes digitals.

## Tipus d'usuari informàtic
En sentit general, un usuari és un conjunt de permisos i de recursos (o dispositius) als quals es té accés. És a dir, un usuari pot ser tant una persona com una màquina, un programa, etc. En informàtica aquest terme s'utilitza amb especial rellevància.

### Usuari final
L'usuari final d'un producte informàtic (ja sigui maquinari o programari), és la persona a qui va destinat aquest producte una vegada que ha superat les fases de desenvolupament corresponents.
Normalment, el programari es desenvolupa pensant en la comoditat de l'usuari final, i per això es presta especial interès i esforç en aconseguir una interfície d'usuari el més clara i senzilla possible.

### Usuari registrat
Es denomina així a la persona que té drets especials en algun servei d'Internet per acreditar-se en el mateix mitjançant un identificador i una clau d'accés, obtinguts amb previ registre en el servei, de manera gratuïta o de pagament. Normalment, un usuari registrat té assignat un compte propi que manté informació personalitzada de l'usuari al servidor, (com pot ser l'adreça de correu electrònic i espai corresponent). També pot donar accés a certs continguts no accessibles al públic en general, com per exemple un usuari registrat en un diari en línia amb accés per subscripció.

### Usuari anònim
És usuari anònim en informàtica aquell que navega en llocs web (o usa qualsevol servei de la xarxa) sense autenticar-se com a usuari registrat. En alguns serveis a Internet es disposa d'una manera d'ús com a usuari registrat i un altre com usuari anònim; normalment, l'usuari registrat gaudeix de majors privilegis.
L'anonimat a Internet és un dels seus punts forts, alhora que motiu habitual de discussió. Als usuaris els agrada sentir-se lliures per expressar-se, mentre que certs organismes volguessin un major control de tot el moviment per la xarxa per actuar amb més eficàcia contra la delinqüència en línia.

### Usuari «beta tester»
En el procés de desenvolupament de programari, hi ha un usuari intermedi entre el desenvolupador i l'usuari final que s'encarrega de comprovar i testejar que el programa treballi de la manera prevista. La tasca dels «Beta testers» és reportar errors al programador/desenvolupador, i és en gran manera responsable que el programa arribi a l'usuari final sense errors.

## Altres classificacions

### L'usuari en funció de la seva activitat en termes d'aplicació i/o sistema
L'usuari que utilitza un sistema informàtic no és per força sempre davant la seva pantalla sotmetent les transaccions de l'aplicació, el costat de l'aplicació i el sistema té un impacte sobre la càrrega efectiva induïda. Així, diversos perfils d'usuari es defineixen d'acord amb la seva activitat, sobretot en les proves de rendiment:
- Usuaris potencials: són els usuaris declarats o no, susceptibles d'utilitzar l'aplicació en un moment o altre.
- Usuaris simultanis: són els usuaris potencials actualment presents en l'aplicació per als quals existeix almenys una sessió en un dels components tècnics de l'aplicació.
- Usuaris actius/competidors: són els usuaris simultanis per als quals el sistema realitza un tractament compost d'almenys una instància en curs.
- Usuaris síncrons: són els usuaris competidors per als quals el sistema efectua en el mateix moment el mateix tractament.

### L'usuari en funció de la seva experiència

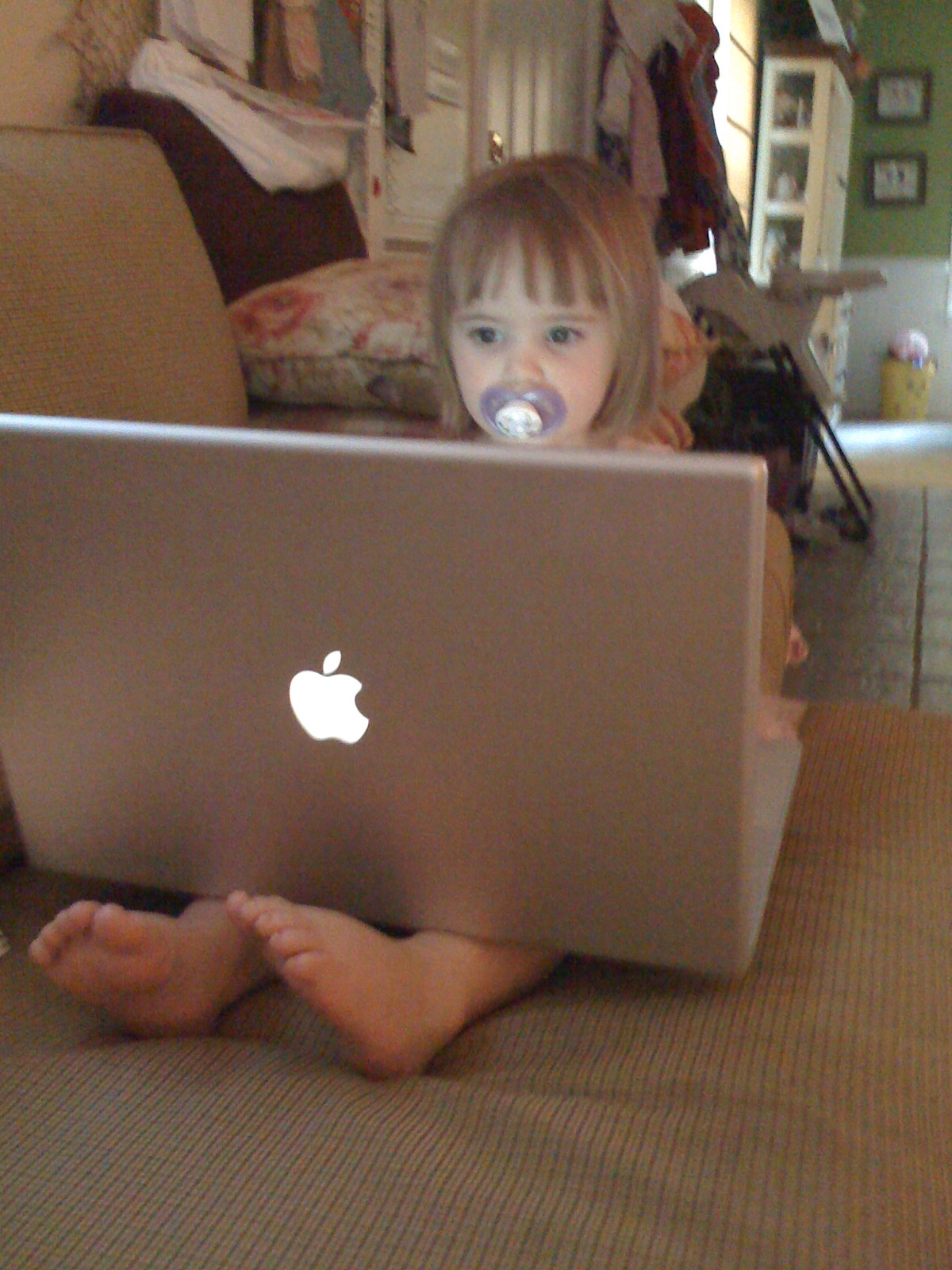
Usuaris van començar a utilitzar l'ordinador cada vegada més d'hora.

Encara que les persones que tenen contacte directe amb els ordinadors poden ser definides col·lectivament com a usuaris, de forma individual tenen nombroses diferències (edat, sexe, coneixements previs, motivació, etc.). No obstant això, hi ha situacions en què és necessari classificar-los en una sola categoria; per exemple, per a fins d'avaluació. Una de les més utilitzades és la que classifica els usuaris segons el seu nivell de coneixement (principiant, intermedi, avançat). Ja Sutcliffe (1988) ho defineix de la següent manera:
- Inexperimentats: són les persones que no tenen experiència en l'ús de màquines i tecnologia (una cosa molt rara de trobar avui en dia);
- Principiants: persones que han tingut algun contacte amb maquinària i tecnologia;
- Habilitats: són usuaris competents, però que els falta alguna cosa (al nivell de coneixement o comprensió), que els permetin ser classificats com a experts. Es podria dir que la majoria dels usuaris entren en aquesta categoria;
- Experts: es tracta d'individus que posseeixen tan vast coneixement sobre la maquinària i tecnologia, que serien capaços de desmuntar i tornar a muntar-la si necessari. Constitueixen un grup relativament petit de persones.

Hackos (1994) va suggerir que hauria d'haver una categoria d'«usuaris en transferència» per incloure els habilitats que estan aprenent una nova aplicació (convertint-se temporalment en «novells»). Ha recomanat també que es tingués en compte el tipus d'ús: els «usuaris per repetició» serien aquells que poden utilitzar el sistema de manera competent, des que segueixin instruccions i rutines. És a dir: encara que podrien ser classificats com a usuaris habilitats, la seva falta d'entesa els exclou d'aquest grup.
El 1998, Hackos i Redish han emès la seva pròpia classificació, basada en la de Dreyfus i Dreyfus (1986): usuaris principiants, principiants avançats, usuaris competents i usuaris experts. Aquesta escala de progressió contínua permet ordenar a tots els usuaris en alguna de les seves etapes, però no té en compte que algú pot ser apte en alguna aplicació i novell en una altra. El 1982, Carey havia suggerit un model bidimensional que tingués en compte la capacitat per a les aplicacions en general i en programes específics. La classificació proposada per ella va ser: inexperimentats (una persona amb un coneixement mínim, sigui de l'aplicació, sigui del sistema), principiants (poc coneixement de l'aplicació, però coneixement substancial del sistema), ocasionals (que tenen un coneixement considerable de l'aplicació, però coneixement limitat del sistema) i experts (que tenen un coneixement considerable dels dos aspectes).
El 1997, Smith va afegir una tercera dimensió al model, el coneixement general de tecnologia de la informació (alfabetització informàtica), cosa que li va permetre crear el «cub del nivell d'habilitat de l'usuari». Al classificar en alt o baix el coneixement de l'aplicació, del sistema i de l'alfabetització informàtica, Smith ha generat vuit tipus diferents d'usuaris: principiants, «lloros» (que només repeteixen el que s'ensenya), alfabetitzats, capacitats, ocasionals, específics, en transferència i experts.
Una característica comuna a totes les classificacions d'usuaris és que tard o d'hora, totes elles resulten ser problemàtiques. Per tant, com a regla general, la classificació en tres nivells bàsics (principiant, intermedi, avançat), ha de ser més que suficient per establir el nivell d'habilitat dels usuaris.

## Compte d'usuari

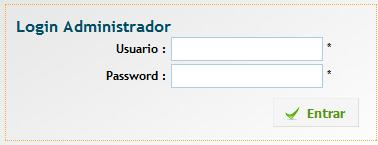
Pantalla de login.

Un compte d'usuari permet a un usuari autenticar-se als serveis del sistema i concedeix autorització d'accedir-hi; però, l'autenticació no implica autorització. Per iniciar sessió en un compte, s'exigeix típicament que un usuari s'autentiqui amb una contrasenya o altres credencials per als propòsits de comptabilitat, seguretat, registre i gestió de recursos.
Una vegada que l'usuari ha iniciat la sessió, el sistema operatiu utilitzarà sovint un identificador com un sencer per referir-s'hi, en lloc del seu nom d'usuari, a través d'un procés conegut com a correlació d'identitat. En sistemes Unix, el nom d'usuari es correlaciona amb un identificador d'usuari o id d'usuari (UID).
Els sistemes informàtics es divideixen en dos grups en funció de quin tipus d'usuaris tenen:
- Els sistemes d'un sol usuari no té un concepte de comptes d'usuari.
- Els sistemes multiusuari tenen tal concepte, i requereixen que els usuaris s'identifiquin abans d'utilitzar el sistema.[13]

Els comptes d'usuari en sistemes multiusuari normalment inclouen un directori d'inici, en el qual es van emmagatzemar els fitxers que pertanyen exclusivament a les activitats d'aquest usuari, que està protegit contra l'accés d'altres usuaris (tanmateix, un administrador del sistema pot accedir-hi). Els comptes d'usuari sovint contenen un perfil públic d'usuari, que conté informació bàsica proporcionada pel propietari del compte.

## Crítica de la paraula «usuari»
Alguns professionals de la usabilitat han expressat el seu disgust pel terme «usuari», i n'han proposat el canvi.